# Achacha
Achacha (em árabe: عشعاشة) é uma cidade e comuna na província de Mostaganem, Argélia. É a capital do distrito homônimo. De acordo com o censo de 2008, a população total da cidade era de 34 789 habitantes.